# Nathampannai
Nathampannai là một thị xã panchayat của quận Pudukkottai thuộc bang Tamil Nadu, Ấn Độ.

## Nhân khẩu
Theo điều tra dân số năm 2001 của Ấn Độ, Nathampannai có dân số 6398 người. Phái nam chiếm 50% tổng số dân và phái nữ chiếm 50%. Nathampannai có tỷ lệ 72% biết đọc biết viết, cao hơn tỷ lệ trung bình toàn quốc là 59,5%: tỷ lệ cho phái nam là 79%, và tỷ lệ cho phái nữ là 65%. Tại Nathampannai, 12% dân số nhỏ hơn 6 tuổi.